# Zacharias Ziegler
Zacharias Ziegler (ur. 1708, zm. 1781 we Wrocławiu) – niemiecki malarz-portrecista, czynny we Wrocławiu.
Pochodził z artystycznej rodziny z Creglingen w Wirtembergii. Od 1773 roku był obywatelem Wrocławia. Zachowały się jedynie dwie jego prace: Portret Tobiasa Ehrendrieda Gebauera, legnickiego pastora, sztychowanego przez Georga Lichtenstegera i Portret Johanna Gpttfrieda von Ohl und Adlerscron, kupca wrocławskiego. W jego zachowanym testamencie jest zapis o pozostawieniu jego żonie Annie Eleonorze, dwunastu swoich małych obrazów.
W latach 1774 – 1777 pod jego okiem kształcił się Johan Friedrich Graf.